# Danh sách khu bảo tồn tại Campuchia
Dưới đây là danh sách các khu bảo tồn tại Campuchia, bao gồm các vườn quốc gia và các khu bảo tồn thiên nhiên.

## Vườn quốc gia
- Vườn quốc gia Botum Sakor
- Vườn quốc gia Kep
- Vườn quốc gia Kirirom
- Vườn quốc gia Phnom Kulen
- Vườn quốc gia Preah Monivong
- Vườn quốc gia Ream
- Vườn quốc gia Virachey

## Các khu bảo tồn
- Khu bảo tồn Sếu đầu đỏ Ang Trapaing Thmor
- Khu bảo tồn cảnh quan Banteay Chhmar
- Khu bảo tồn động vật hoang dã Beng Per
- Khu bảo tồn động vật hoang dã Boeng Tonle Chhmar
- Khu bảo tồn động vật hoang dã Dãy núi Trung Cardamom
- Dong Peng
- Khu bảo tồn động vật hoang dã Kulen Promtep
- Rừng phòng hộ Mondulkiri
- Khu bảo tồn động vật hoang dã Peam Krasop
- Khu bảo tồn động vật hoang dã Phnom Aural
- Khu bảo tồn động vật hoang dã Phnom Nam Lyr
- Khu bảo tồn động vật hoang dã Phnom Prich
- Khu bảo tồn động vật hoang dã Phnom Sankos
- Rừng phòng hộ Preah Vihear
- Khu bảo tồn cảnh quan Đền Preah Vihear[1]
- Prek Toal
- Khu bảo tồn động vật hoang dã Roneam Daun Sam
- Khu bảo tồn Rừng mưa nhiệt đới Samlaut
- Khu bảo tồn động vật hoang dã Snoul
- Khu bảo tồn động vật hoang dã Stung Sen
- Khu dự trữ sinh quyển Tonlé Sap